# Fuck Off (выставка)
Fuck Off (кит. 不合作方式) — противоречивая выставка современного искусства, которая совпала с третьей Шанхайской биеннале «Дух Шанхая», проходившей в 2000 году в Шанхае, Китай. Название выставки переводится с китайского языка как «Неудовлетворительное отношение», но более грубое настроение английского варианта было сочтено предпочтительным (fuck off — отвали). Выставка охватила концептуальное, протестное искусство и перформанс.

## Ревью
Выставка была организована на складе галереи Eastlink Фэн Бои и 43-летним Ай Вэйвэем и почитается многими молодыми китайскими художниками. Ай выразил в краткой форме художественно-кураторское отношение к «Fuck Off» серией фотографий. На одной из них он показывает средним пальцем на Белый дом, Запретный город и зрителя, на другой выпускает из рук древнюю китайскую вазу династии Хань, которая разбивается об его ноги.
На выставке были представлены работы 46 художников-авангардистов, в том числе Хэ Юньчана, который позировал на цветной фотографии с обнаженной грудью, подвешенный к крану за лодыжки над несущейся рекой, в руке у него нож, которым он позже режет себе руку. Сунь Юань продемонстрировал «Одинокое животное» — стеклянный ящик, в котором находился скелет животного и — якобы — достаточное количество ядовитого газа, чтобы уничтожить всю аудиторию, пришедшую посмотреть шоу. Выступление Ван Чую состояло из четырехдневного поста. Чжу Мин плыл вниз по реке Хуанпу в пластиковом пузыре и в подгузнике.
«Fuck Off» — одна из самых известных выставок современного искусства в новейшей истории. Работы, показанные в рамках «Fuck Off», были сырыми и не отредактированными, что было полной противоположностью Шанхайской биеннале, которая была открыта в то же время. Вся цель шоу состояла в том, чтобы по-настоящему показать китайскому правительству, насколько «не способные к кооперированию» выставленные художники, и это видно из заключительной строки каталога выставки: «Возможно, нет ничего, что существует «на месте», но то, что будет длиться вечно — это полный отказ от сотрудничества с любой системой силового дискурса».
В интервью «Чин-Чин Яп» Ай Вэйвэя спросили, есть ли у действующей выставки «Fuck Off» концепция, аналогичная его книгам, которые он опубликовал: «Чёрным», «Белым» и «Серым Обложкам». Он ответил, что после того, как книги были закончены, он принимал участие в многочисленных интересных проектах, касающихся темы искусства, и ему постоянно рекомендовали создать выставку по теме книг. По его мнению, шоу было не очень удачным, потому что не хватило времени на его организацию. К тому же существовало опасение, что его могут закрыть, и полиция конфискует все работы. К счастью, участвующие художники были «объединены общей идеей и крайне заинтересованы в проведении выставки, и суть в этом». Ай также отметил, что «возможно, проведение Fuck Off было важнее того, что на нём было представлено». Участники четко представляли, что они хотели выразить посредством художественных образов и передать китайским институциям, западным кураторам и дилерам основную мысль выставки, которая заключалась в следующем: «Мы должны были сказать что-то как индивидуальные художники внешнему миру, и то, что мы сказали, было Fuck off».
Одной из самых известных работ с этой выставки стал перфоманс Чжу Юй "Eating People". На серии фотографий был изображён сам Чжу Юй, готовящий и поедающий объект, очень похожий на человеческого зародыша или новорожденного младенца. Одна из фотографий, широко распространившаяся по интернету в 2001 году, привлекла внимание ФБР и Скотланд-Ярда. В 2003 году фотографии были показаны на британском телеканале «Channel 4», вызвав дискуссию и критику со стороны общественности. В 2003 году в ответ на реакцию общественности, Чжу Юй сказал: «Ни одна религия не запрещает каннибализм. Не могу найти какой-либо закон, который бы препятствовал поеданию людей. Я воспользовался пространством между моралью и законом и основал свою работу на этом». Чжу утверждал, что он использовал настоящий плод, который был украден из медицинской школы. 
В работе выставки «Fuck Off» приняли участие влиятельные художники современной китайской арт-сцены, многие из которых с тех пор были включены в международные выставки, каталоги и телевизионные документальные фильмы.
Работа выставки была прекращена полицией Шанхая ранее запланированной даты закрытия.
Опубликован каталог выставки, представляющий собой черную книгу с простым названием «FUCK OFF» на обложке.

## Список выставленных художников
Ай Вэйвэй, Цао Фэй, Чэнь Линъян, Чэнь Шаосюн, Чэнь Юньцюань, Дин И, Фэн Вэйдун, Гу Дэсинь, Хэ Ань, Хэ Юньчан, Хуан Лэй, Хуан Ян, Цзинь Лэй, Ли Вэнь, Ли Чживан, Лян Юэ, Линь Илинь, Лу Чуньшэн, Лу Цин, Мэн Хуан, Пэн Юй, Пэн Дунхуэй, Цинь Га, Жун Жун, Сун Дун, Сунь Юань, Ван Бин, Ван Инь, Ван Чуйю, Ван Синвэй, У Ершан, Сяо Ю, Сюй Тан, Сюй Чжэнь, Ян Юн, Ян Фудун, Ян Маоюань, Чжан Чжэньчжун, Ян Чжичао, Чжан Дали, Чжан Шэнцюань, Чжэн Гогу, Чжу Минь и Чжу Юй. Чэн Хао, Чжэн Цзишунь и Сун Тао демонстрировали видео-документацию, где они гуляли по городу, а кровь текла из пластиковых трубок, вставленных в их вены.